# 河南省立睢县中学教学楼
34°25′46″N 115°04′13″E / 34.42944°N 115.07028°E
河南省立睢县中学教学楼，位于中华人民共和国河南省商丘市睢县城关镇湖东路，原为睢县高级中学（时称河南省立睢县中学）教学楼，中学搬离后改为睢县人民文化馆，2021年被列为河南省文物保护单位。
该楼建于1949-1952年间，由学校教师张和海设计，师生利用课余时间亲手使用城砖建造而成。该楼呈工字形，共3层，建筑面积2700余平方米，共有24间教室。